# Спайдър-Мен: През Спайди-вселената
„Спайдър-Мен: През Спайди-вселената“ (на английски: Spider-Man: Across the Spider-Verse) е американска супергеройска компютърна анимация от 2023 г. и продължение на „Спайдър-Мен: В Спайди-вселената“ от 2018 г. Режисьори са Хоаким Дос Сантос, Кемп Пауърс и Джъстин К. Томпсън, сценарият е на Фил Лорд, Кристофър Милър и Дейвид Калахам, и озвучаващия състав се състои от Шамик Мур, Хейли Стайнфелд, Браян Тайри Хенри, Луна Лаурен Велез, Джейк Джонсън, Джейсън Шуорцман, Иса Рей, Каран Сони, Даниел Калуя и Оскар Айзък.
Световната премиера на филма се състои на 31 май 2023 г. в „Реджънси Вилидж Тиътър“, и излиза по кината в Съединените щати на 2 юни 2023 г. от „Сони Пикчърс Релийзинг“, след като е отменен от оригиналната дата на октомври 2022 г. по време на пандемията от COVID-19. Третият филм – „Спайдър-Мен: Отвъд Спайди-вселената“ е оригинално планиран да излезе през 2024 г., но е отменен заради стачката на сценаристите в Холивуд.
Сред многобройните му отличия, той е номиниран за „Оскар“ в категорията за най-добър анимационен филм, както и три номинации „Златен глобус“, включително за най-добър анимационен филм.

## Актьорски състав
| Актьор             | Персонаж                                 |
| ------------------ | ---------------------------------------- |
| Шамик Мур          | Майлс Моралес / Спайдър-Мен              |
| Хейли Стайнфелд    | Гуен Стейси / Спайдър-Уоман              |
| Брайън Тайри Хенри | Джеф Моралес (бащата на Майлс)           |
| Луна Лорън Велез   | Рио Моралес (майката на Майлс)           |
| Джейк Джонсън      | Питър Б. Паркър / Спайдър-Мен            |
| Оскар Айзък        | Мигел О'Хара / Спайдър-Мен 2099          |
| Джейсън Шуорцман   | Джонатан Он / Петното                    |
| Иса Рей            | Джесика Дрю / Спайдър-Уоман              |
| Даниел Калуя       | Хоби Браун / Спайдър-Пънк                |
| Каран Сони         | Павитр Прабакар / Индийския Спайдър-Мен  |
| Шей Уигъм          | Джордж Стейси (бащата на Гуен)           |
| Грета Лий          | ЛАЙЛА                                    |
| Махершала Али      | Чичо Арън                                |
| Амандла Стенбърг   | Марго Кес / Спайдър-Байт                 |
| Джаръл Джеръми     | Майлс Дж. Моралес                        |
| Анди Самбърг       | Бен Райли                                |
| Джак Куейд         | Питър Паркър                             |
| Рейчъл Драч        | Госпожа Уебър                            |
| Зиги Марли         | Лени                                     |
| Джорма Таконе      | Адриано Тумино / '67                     |
| Джей Кей Симънс    | Дж. Джона Джеймисън                      |
| Доналд Глоувър     | Арън Дейвис                              |
| Елизабет Пъркинс   | Леля Мей                                 |
| Катрин Хан         | Док Ок                                   |
| Айо Едебири        | Глоури                                   |
| Никол Дилейни      | Ем Джей                                  |
| Антонина Лентини   | Бети                                     |
| Ацуко Окацука      | Юри                                      |
| Питър Сон          | Ганке (съквартирант на Майлс)            |
| Мелиса Стърм       | Мери Джейн                               |
| Лорейн Велез       | Мария                                    |
| Ник Новики         | Лего Спайдър-Мен                         |
| Таран Килиъм       | Уеб-Слингър                              |
| Метро Бумин        | Метро Спайдър-Мен                        |
| Джош Кийтън        | Невероятният Спайдър-Мен                 |
| София Барклей      | Малала Уинсдър / Британската Спайдър-Мен |
| Даниел Перез       | Шарлот Уебър / Сън-Спайдър               |
| Юри Лоуентал       | Insomniac версията на Спайдър-мен        |

## Награди и номинации
| Награда                              | Дата на церемонията | Категория                                       | Номиниран(и)                         | Резултат  |
| ------------------------------------ | ------------------- | ----------------------------------------------- | ------------------------------------ | --------- |
| Hollywood Music in Media Awards      | 15 ноември 2023 г.  | Най-добра оригинална музика за анимационен филм | Даниел Пембертън                     | награда   |
| Hollywood Music in Media Awards      | 15 ноември 2023 г.  | Най-добра оригинална песен за анимационен филм  | Am I Dreaming                        | номинация |
| Hollywood Music in Media Awards      | 15 ноември 2023 г.  | Най-добър саундтрак албум                       | Най-добър саундтрак албум            | номинация |
| Златен глобус                        | 7 януари 2024 г.    | Най-добър анимационен филм                      | Най-добър анимационен филм           | номинация |
| Златен глобус                        | 7 януари 2024 г.    | Cinematic and Box Office Achievement            | Cinematic and Box Office Achievement | номинация |
| Златен глобус                        | 7 януари 2024 г.    | Най-добра музика                                | Даниел Пембертън                     | номинация |
| Изборът на критиците                 | 14 януари 2024 г.   | Най-добър анимационен филм                      | Най-добър анимационен филм           | номинация |
| Сатурн                               | 24 февруари 2024 г. | Най-добър анимационен филм                      | Най-добър анимационен филм           | номинация |
| Сатурн                               | 24 февруари 2024 г. | Най-добра музика                                | Даниел Пембертън                     | номинация |
| Награди на филмовата академия на САЩ | 10 март 2024 г.     | Най-добър анимационен филм                      | Най-добър анимационен филм           | номинация |

## В България
В България филмът е пуснат по кината на същата дата от „Александра Филмс“ с дублирана и субтитрирана версия.